# Різновус бородатий
Різновус бородатий (лат. Anisarthron barbipes, Schrank, 1781) — вид жуків з родини Скрипунових.

## Поширення
Різновус бородатий є елементом центральноєвропейської групи видів у складі європейського зооґеографічного комплексу. Ареал охоплює центральну Європу включно з Північною Італією та Північними Балканами. 
В Україні вид головно трапляється у західній частині, досягаючи на сході Дніпра. У Карпатах Різновус бородатий зустрічається переважно в листяних лісах Закарпатської низовини, і дуже рідко на Передкарпатті. Вид часто трапляється в садах та парках міст і сіл.

## Морфологія

### Імаґо
Голова маленька. Очі дрібно фасетовані, сильно виїмчасті. Вусики в 1,5 рази довші за тіло, їх 3-4-й членики дуже короткі. Передньоспинка із закругленими боками. Верх тіла в густих, на голові, і кудлатих, на передньоспинці волосках. Кігтик з потовщенням при основі. Тіло чорне, надкрила червонувато-бурі. Довжина тіла становить 8-11,5 мм.

### Личинка
Голова личинки з одним основним і трьома додатковими вічками з кожної сторони. Епістомальних щетинок до 14. Вусики 3-членикові. Ґула широка, її краї припідняті. Мандибули зовні гладкі, зсередини з 4-а косими кілями. Стерніти середньо- і задньогрудей, мозолі черевця з гострими, загненутими вперед, урогомфами. Поверхня тіла без мікрошипиків. Довжина —- 10,5-12,0 мм, ширина —- 2-2,2 мм.

## Життєвий цикл
Життєвий цикл триває 2-3 роки.

## Екологія
Жуки активні вдень. Заселяють пошкоджені ділянки стовбурів живих листяних дерев. 